# Phoradendron bolleanum
Phoradendron bolleanum là một loài thực vật có hoa trong họ Santalaceae. Loài này được (Seem.) Eichler miêu tả khoa học đầu tiên năm 1868.